# Shirley MacLaine

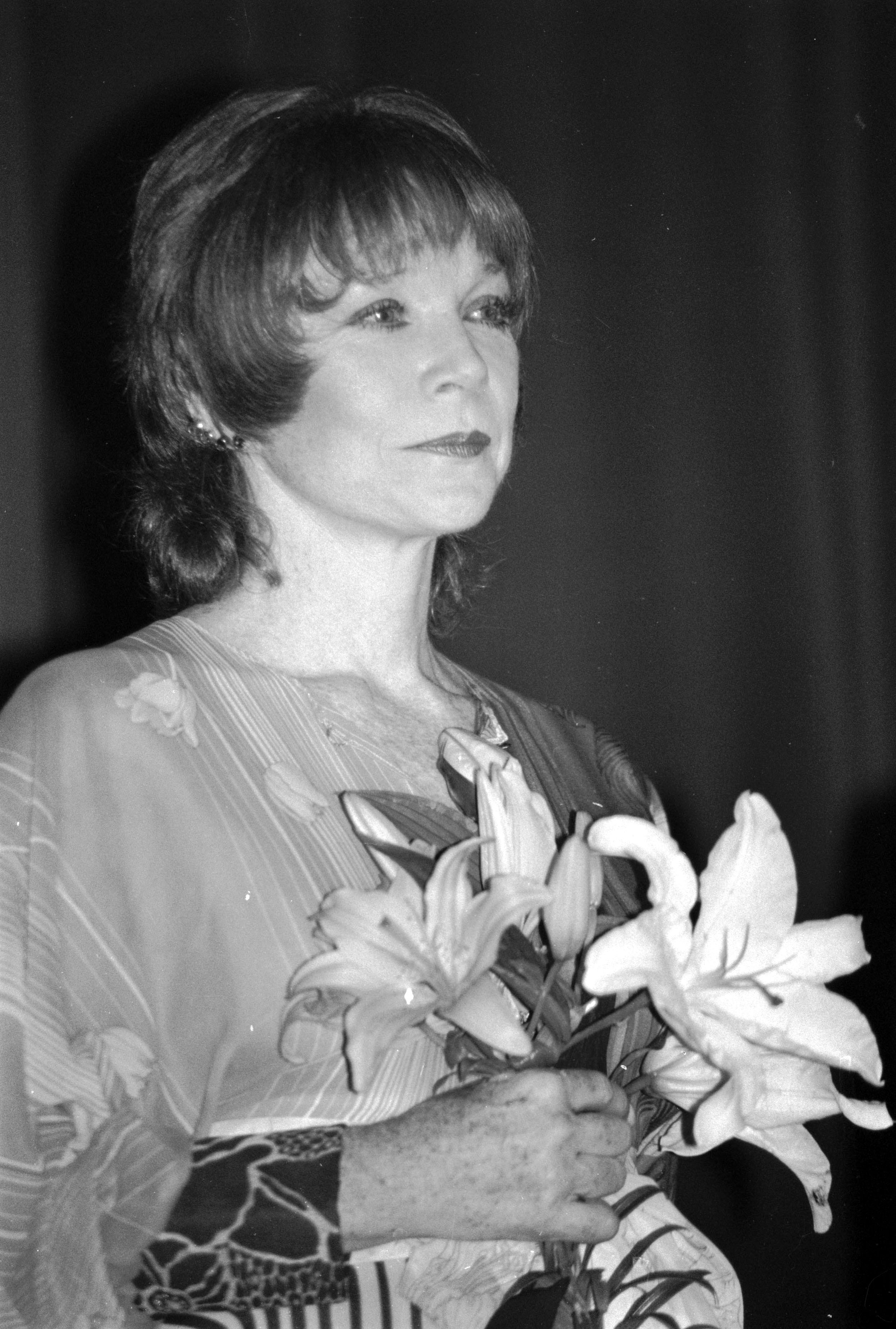
Shirley MacLaine, 1987.

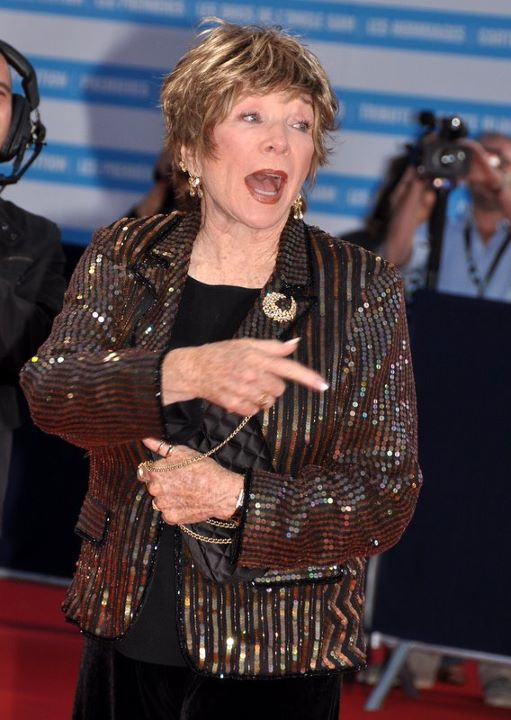
Shirley MacLaine, 2011.

Shirley MacLaine, född som Shirley MacLean Beaty den 24 april 1934 i Richmond i Virginia, är en amerikansk skådespelare, sångerska, dansare, författare och artist.

## Biografi
MacLaines mor Kathlyn Corinne, var dramalärare och hennes far Ira Beaty var professor i psykologi. Skådespelaren Warren Beatty (f. 1937 - som ändrade sin stavning av efternamnet till två "t" när han blev skådespelare) är hennes yngre bror. 

### Karriär
Vid tre års ålder började MacLaine ta danslektioner. Efter skoltiden flyttade hon till New York i hopp om att få ett teaterjobb på Broadway. Hon arbetade som ersättare åt Carol Haney i musikalen The Pajama Game; när Haney oväntat skadade sin ankel fick MacLaine ersätta henne en tid. En dag satt filmregissören Hal B. Wallis i publiken och övertygade henne om att börja arbeta för Paramount Pictures i Hollywood.
Hennes första film var Ugglor i mossen av Alfred Hitchcock från 1955. 1960 nominerades hon till en Oscar för sin insats i Billy Wilders Ungkarlslyan och 1984 vann hon en Oscar för bästa kvinnliga huvudroll i Ömhetsbevis. 1976 och 1984 återvände hon till Broadway med showen Shirley MacLaine.
Hon har även spelat rollen som Martha Levinson, Lady Coras mor i Downton Abbey.

### Författarskap och new age
MacLaine har gjort sig känd för sin tro på övernaturliga fenomen som reinkarnation och UFOn. Sina new age-uppfattningar berättar hon om i sina självbiografiska böcker. I en amerikansk tv-intervju i maj 2000 hävdade hon också att hon i flera liv, nuvarande och tidigare, haft en relation med Karl den store, senast i dennes reinkarnation som Olof Palme.

### Privatliv
MacLaine fick i sitt äktenskap med Steve Parker en dotter vid namn Stephanie Sachi Parker.

## Filmografi (urval)
- 1955 – Ugglor i mossen
- 1955 – Tummen opp
- 1956 – Jorden runt på 80 dagar
- 1958 – Det kom en man från Texas
- 1958 – Gamla gubbar bli som nya
- 1958 – Dagar av hetta
- 1958 – Insats förlorad
- 1959 – Det vet varenda flicka
- 1959 – En man och hans karriär
- 1960 – Storslam i Las Vegas
- 1960 – Ungkarlslyan
- 1960 – Can-Can
- 1961 – Flickan som trampa' i klaveret
- 1961 – Anna och kärleken
- 1961 – Ryktet
- 1961 – Min geisha
- 1962 – Två på gungbrädet
- 1963 – Irma la Douce
- 1964 – Drömbrud för sex
- 1964 – Den gula Rolls-Roycen
- 1965 – Ta't lugnt shejken
- 1966 – Högt spel i Orienten
- 1967 – Amor skjuter skarpt
- 1968 – I festligaste laget
- 1969 – Sweet Charity
- 1970 – Sierra Torrida
- 1971 – Vi ses på Manhattan
- 1972 – Possession of Joel Delaney
- 1975 – The Other Half of the Sky: A China Memoir
- 1977 – Vändpunkten
- 1979 – Välkommen Mr. Chance!
- 1980 – Kärleksbytet
- 1980 – Snacka om vänsterprassel!
- 1983 – Ömhetsbevis
- 1983 – Cannonball Run II
- 1988 – Madame Sousatzka
- 1989 – Blommor av stål
- 1990 – I väntan på ljuset
- 1990 – Vykort från drömfabriken
- 1992 – Ge kärleken en chans
- 1993 – När jag brottades med Ernest Hemingway
- 1994 – Mer än plikten kräver
- 1996 – Änka på låtsas
- 1996 – Aftonstjärnan
- 1997 – A Smile Like Yours
- 2000 – Bruno
- 2003 – Carolina
- 2005 – En förtrollad romans
- 2005 – I hennes skor
- 2005 – Ryktet går…
- 2007 – Closing the Ring
- 2008 – Anne på Grönkulla - En ny början
- 2008 – Coco Chanel
- 2010 – Valentine's Day
- 2010 – Anyone's Son
- 2011 – Bernie
- 2012 – Downton Abbey (TV-serie) (återkommande gästroll)
- 2013 – The Secret Life of Walter Mitty
- 2014 – Elsa & Fred
- 2014 – Glee (TV-serie) (gästroll)
- 2016 – Wild Oats
- 2016 – The Last Word
- 2019 – Noelle: Jultomtens dotter

## Priser och nomineringar
- 1959 - Nominerad till Oscar för bästa kvinnliga huvudroll i filmen Insats förlorad
- 1960 - Vann BAFTA:s pris för bästa utländska skådespelerska i filmen Det vet varenda flicka
- 1961 - Vann en Golden Globe för bästa kvinnliga huvudroll i filmen Ungkarlslyan
- 1961 - Vann BAFTA:s pris för bästa utländska skådespelerska i filmen Ungkarlslyan
- 1961 - Nominerad till Oscar för bästa kvinnliga huvudroll i filmen Ungkarlslyan
- 1964 - Vann en Golden Globe för bästa kvinnliga huvudroll i filmen Irma la Douce
- 1964 - Nominerad till Oscar för bästa kvinnliga huvudroll i filmen Irma la Douce
- 1976 - Nominerad till Oscar för bästa dokumentär, The other half of the sky: A China memoir
- 1978 - Nominerad till Oscar för bästa kvinnliga huvudroll i filmen Vändpunkten
- 1984 - Vann en Golden Globe för bästa kvinnliga huvudroll i filmen Ömhetsbevis
- 1984 - Vann en Oscar för bästa kvinnliga huvudroll i filmen Ömhetsbevis
- 1989 - Vann Golden Globe för bästa kvinnliga huvudroll för filmen Madame Sousatzka
- 1998 - Tilldelad Cecil B. DeMille Award för sina insatser i nöjesbranschen